# Зверинская улица (Санкт-Петербург)
Звери́нская у́лица — улица в Петроградском районе Санкт-Петербурга. Проходит от Большого проспекта Петроградской стороны до Кронверкского проспекта. Ориентирована на шпиль Петропавловского собора.

## История и достопримечательности
Улица проходит вблизи бывшей татарской слободы и в 2006 году в сквере на углу Кронверкского проспекта был установлен памятник поэту Габдулле Тукаю — дар республики Татарстан городу.
С 1732 года улица называлась Большой Никольской — по храму «Никола-на-Мокрушах», находившемуся в начале XVIII века поблизости от места нынешнего Князь-Владимирского собора. Название Зверинская получила 5 марта 1871 года по расположенному в её створе главному входу в Зоологический сад.
Улица застроена преимущественно доходными домами конца XIX — начала XX века.
Дом № 2/5 (Большой проспект, 5 / Зверинская, 2) — доходный дом В. Г. Чубакова, был построен в 1909—1910 годы по проекту архитектора В. И. Ван-дер-Гюхта. Выдержанное в стиле модерн здание обращает на себя внимание характерным скругленным углом, украшенным парапетом с вазами, нарядными эркерами и большими витринами на первом этаже. В этом доме с 1922 по 1944 год жил поэт Николай Тихонов. Его квартира была одним из центров литературного Ленинграда. Здесь бывали В. В. Маяковский и А. А. Фадеев, Ольга Форш, О. Ф. Берггольц и многие другие. В 1981 году на доме была установлена мемориальная доска (архитектор Т. Н. Милорадович). До 1944 года в доме жила Валентина Леонтьева.
Дом № 3 — построен по проекту архитектора А. И. Шамбахера в 1892 году, для Училища св. Елены (дом № 31 по соседней ул. Блохина). На первом этаже размещались комнаты классных дам и начальницы, на втором дортуары (помещения с кроватями для воспитанниц училища), третий этаж занимал лазарет. В 1918 г. здесь размещался интернат № 3 от школы 199 (бывшее училище св. Елены). В 1920-е годы в здании размещалась школа № 14, а в 1932 г. начальная школа № 12. В 1941 г. школа № 76. Во время ВОВ размещался челюстно-лицевой госпиталь № 1360, после войны занятия продолжились только в 1946 г. В 1952 г. школа № 46 стала женской. С 1964 г. школа № 77 с углублённым изучением химии, на третьем этаже созданы химические лаборатории. В 2008—2009 гг. произведён капитальный ремонт.
Дом № 4 (1901 год, архитектор П. М. Мульханов) — здесь с 1914 по 1930 год жил советский зоолог и генетик Ю. А. Филипченко (1882—1930), в 1910-е годы — профессор университета метеоролог и климатолог А. И. Воейков (1842—1916).
В доме № 5 жил художник-передвижник В. М. Максимов (1844—1911).
Дом № 6 (в 1894 году был надстроен и расширен по проекту Ф. Б. Нагеля, в 1897 году расширен по проекту В. В. Шауба). В этом доме жили академик А. Н. Крылов — математик и кораблестроитель, академик В. А. Стеклов — математик.
Дом № 7/9 — доходный дом П.А. и А. А. Абалешевых, 1901 год, архитектор П. М. Мульханов.
Дом № 8а (литеры Б, В, Д) — Съезжинская улица, д. № 5—7 (литеры Г, Д)  — склады Ф. А. Вельца. Восстановление и расширение архитектора А. Г. Беме (1898, 1902, 1908 годы).
В доме № 12 с 1891 по 1918 год собиралось «Санкт-Петербургское общество художников».
Дом № 17-а — дом постройки 1899 года, архитектор П. М. Мульханов
Дом № 17-б/1 (ул. Зверинская, 17Б /пер. Любанский, 1) — доходный дом А. В. Асташева (1899—1900, архитектор В. Р. Курзанов). Так называемый «дом с драконами», по украшающим угол дома кованым фигурам фантастических животных. В этом доме жил видный геолог-нефтяник К. П. Калицкий (1873—1941).
Дом № 18 — доходный дом арх. А. М. Эрлиха и Б. И. Эттингера, 1910. Жители дома и активисты-градозащитники занимаются восстановлением искажённого облика здания — так в 2020 была реконструирована входная дверь в стиле модерн, а в 2022 году начался сбор средств на восстановление окон с геральдическими витражами.
Дом № 20 — доходный дом, построен в 1910—1911 по проекту архитектора Якова Гевирца.
В доме № 25 в 1930-е годы жил М. И. Артамонов, археолог, директор Эрмитажа в 1951—1964 годах, заведующий кафедрой археологии истфака ЛГУ с 1951 по 1972 год.
В доме № 27 жил архитектор А. Л. Лишневский.
Дом № 29 — доходный дом. Архитектор И. П. Володихин, 1903 год.
Дом № 31  — построен в 1913 году по проекту Н. Н. Никонова. В этом доме во второй половине 1910-х годов жил будущий писатель Лев Успенский. Дом 31 является памятником архитектуры и зарегистрирован в КГИОПе.
Дом № 33 — доходный дом Ш. Ш. Яполутера. Перестраивался в 1913 году архитектором Д. А. Крыжановским. Дом имеет два портала в виде полукруглых арок. Центральная часть фасада украшена пилястрами ионического ордера. В центре — два небольших симметрично расположенных балкона. Фасад первого этажа гладкий, а остальных этажей отделан облицовочной плиткой. Окна третьего этажа украшены геометрическим орнаментом. Пятый, последний этаж отделён карнизом, а также отделан более светлой плиткой. В нем проживал советский флейтист и педагог Р. К. Ламберт.
Дом № 34 — доходный дом работы Л. В. Богусского (1904 год).
Дом № 38 — на доме установлена мемориальная доска, указывающая на то, что здесь жил чемпион страны, Европы, мира и Олимпийских игр баскетболист Александр Белов.
Дом № 40—42 — доходный дом А. И. Шульгина, гражд. инж. В. И. Упатчев, техн. М. И. фон Вилькен, 1910—1912, модерн. Знаменитые жильцы: украинский этнограф и археолог Ф. К. Волков; этнограф, член-корреспондент АН СССР Л. Я. Штернберг, учёный-микробиолог Б. В. Перфильев. Ранее (в XIX веке) на этом участке (в левой его части, дом 40) размещался Вдовий дом для престарелых женщин при евангелическо-лютеранской церкви св. Марии.
В доме № 44 (дом М. А. Барановской, 1905) жил архитектор Д. Г. Фомичёв, дом предположительно построен по его проекту.
Дом № 46 / Кронверкский проспект, 71 / Мытнинский пер., 9 — доходный дом, эклектика, построен по проекту М. А. Андреева в 1878 и 1882 годах, частично надстроен и расширен по проекту Зигфрида (Григория) Яковлевича Леви в 1911 году.